# Julija Snigir´
Julija Snigir´ (ros. Юлия Снигирь), właśc. Julija Wiktorowna Siriskina (ros. Юлия Викторовна Сирискина; ur. 2 czerwca 1983 w Donskoj) – rosyjska aktorka filmowa i telewizyjna. Popularność w kraju przyniosła jej rola w filmie Przenicowany świat w reżyserii Fiodora Bondarczuka, nakręconego na podstawie powieści Arkadija i Borysa Strugackich. Poza Rosją najbardziej znana z występu w Szklanej pułapce 5.

## Życiorys
Urodzona jako Julija Siriskina. Po ukończeniu szkoły średniej w Donskoj (nr. 20) przeniosła się do Moskwy, gdzie podjęła studia na Wydziale Języków Obcych Moskiewskiego Państwowego Uniwersytetu Pedagogicznego (na studia dostała się za drugim razem). Uniwersytet ukończyła ze specjalnością z filologii angielskiej, a następnie podjęła pracę jako nauczycielka języka angielskiego w jednej ze szkół w Moskwie. Praca ta nie zapewniała jej nie tylko odpowiednich środków do utrzymania, ale także satysfakcji. Zdecydowała się na podjęcie próby kariery jako modelka oraz aktorka w drobnych rolach telewizyjnych. Zaczynała od występowania w reklamach różnych produktów. W 2006 roku otrzymała propozycję pojawienia się w teledysku rosyjskiego grupy Zwieri, którą zaakceptowała. Epizod ten przyniósł jej rozpoznawalność, a dialog z teledysku przez jakiś czas krążył w rosyjskiej popkulturze. Następnie otrzymała swoją pierwszą rolę filmową w Ostatniej szychcie. W międzyczasie pozowała dla czasopism adresowanych do mężczyzn – rosyjskich edycji magazynów FHM i Maxim. Według magazynu Maxim, Julija Snigir´ znalazła się na liście dziesięciu najseksowniejszych Rosjanek 2012 roku, zajmując tam drugie miejsce. Był to o dużo lepszy wynik niż w poprzednim roku, gdy uplasowała się na czterdziestym trzecim miejscu w tym samym rankingu. W 2013 roku w kolejnej edycji zajęła natomiast piąte miejsce.
Przełomowym momentem w jego karierze była rola Rady Gaal w dwuczęściowym filmie Fiodora Bondarczuka Przenicowany świat. Ta kreacja przyniosła jej popularność w Rosji i sprawiła, że otrzymywała kolejne oferty filmowe i telewizyjne. Snigir´ próbowała swoich sił także jako prowadząca programy telewizyjne. W 2013 roku wystąpiła w piątej odsłonie Szklanej pułapki. Był to jej pierwszy film zrealizowany poza Rosją. W 2014 roku otrzymała rolę Katarzyny II w planowanym na dwanaście odcinków serialu Jekatierina Wielikaja, realizowanym przez Pierwyj kanał. Zrezygnowała z kilku filmów, argumentując, że ich scenariusze jej nie odpowiadały. Oceny jej umiejętności aktorskiej są bardzo różne. Jedni z szacunkiem wypowiadają się o jej rolach filmowych i są zdania, że aktorka nie tylko przyciąga uwagę pięknym wyglądem, ale i „zapowiada się na wielką gwiazdę”. Natomiast inni krytycy negatywnie odnoszą się do jej talentów scenicznych, nadmieniając, że „aktorka bardziej skupia się na tym, aby przed kamerą ładnie wyglądać, niż grać.

## Filmografia

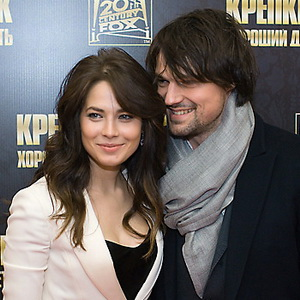
Julija Snigir´ i Daniła Kozłowski (2013}

- 2006: Ostatnia szychta (Последний забой) jako Anżeła
- 2007: Wakcina (Вакцина) jako Natasza (produkcja telewizyjna)
- 2007: Blask luksusu (Глянец) jako modelka (rola epizodyczna)
- 2008: Przenicowany świat (Обитаемый остров) jako Rada Gaal
- 2009: Przenicowany Świat: Starcie (Обитаемый остров: Схватка) jako Rada Gaal
- 2010: Niebo w ognie (Небо в огне) jako Liza Woronina
- 2010: Doktor Tyrsa (Доктор Тырса) jako Liza (produkcja telewizyjna)
- 2010: W lesach i na gorach (В лесах и на горах) jako Marja Gawriłowna Zalotowa
- 2011: Dolina Róż (Долина роз) jako Maja
- 2011: Rasputin (Распутин) jako Dora (produkcja telewizyjna)
- 2011: Bratija (Братия) jako Wiera
- 2011: Ja tiebia nikogda nie zabudu (Я тебя никогда не забуду) jako Katia Alkowicz (serial)
- 2011: Kontrigra (Контригра) jako księżna Irina Kurakina (serial)
- 2012: Kokoko (Кококо) jako Natasza
- 2012: Atomowy Iwan (Атомный Ива) jako Tatjana
- 2013: Szklana pułapka 5 (A Good Day to Die Hard) jako Irina Komarov
- 2013: Polarnyj riejs (Полярный рейс) jako Luda
- 2014: Moroziłka (Морозилка) jako Alisa
- 2014: Jekatierina Wielikaja (Екатерина Великая) jako Katarzyna II (serial)
- 2017: Blokbaster jako Lena Vanina
- 2017: Droga przez mękę jako Katya Bulavina (miniserial)
- 2019: Koniec sezonu jako Vera